# Klovborg
Klovborg er en by i Midtjylland med 509 indbyggere  (2024), beliggende 7 km sydøst for Nørre Snede, 25 km vest for Horsens og 25 km øst for Brande. Byen hører til Ikast-Brande Kommune og ligger i Region Midtjylland.
Klovborg hører til Klovborg Sogn. Klovborg Kirke ligger ½ km nordøst for selve byen, der hovedsagelig er vokset op omkring landevejen (rute 185). 4 km øst for byen ligger herregården Mattrup.

## Faciliteter
Klovborg Kino startede i 1997 og udfyldte et tomrum efter at biografen i Nørre Snede var lukket i 1983. Klovborg Kino har 3 sale med hhv. 176, 114 og 100 sofalænestole. Den Blå Sal har også teaterscene.
Klovborg Forsamlingshus har plads til 149 personer. Byen har en købmandsforretning.

## Historie
I 1904 beskrives Klovborg således: "Klovborg (Kloborg), ved Landevejen, med Kirke, Skole, Forsamlingshus (opf. 1892), Andelsmejeri, Teglværk, Bageri og Købmandshdl.". Målebordsbladet fra 1800-tallet bruger stavemåden Kloborg.

### Jernbanen
Klovborg fik jernbanestation på Horsens Vestbaner fra 1929, hvor Horsens-Tørring Banen fik en sidebane fra Rask Mølle til Ejstrupholm. Horsens Vestbaner indstillede persontrafikken i 1957 og blev helt nedlagt i 1962.
Stationsbygningen er bevaret på Fredensgade 4. Banetracéet er bevaret og tilgængeligt på en sti fra stationen mod vest til Malundvej og på et mindre stykke mellem Sandvadvej og Nygårdsvej.

### Mejeriet
Klovborg Mejeri fra 1898 blev i 2000 overtaget af Arla Foods. Arla nedlagde mejeriet i marts 2012 og flyttede osteproduktionen til Taulov, hvor man stadig benytter varemærket "Klovborg". I marts 2016 blev Klovborg Mejeri overtaget af Mammen Mejerierne, der i første omgang ville bruge det som lager. Foran mejeriet står en mindesten for Befrielsen.